# Roman Pałaszewski
Roman Pałaszewski, OFMConv. (ur. 23 lutego 1955 w Szklarskiej Porębie, zm. 15 maja 2010 we Wrocławiu) – polski franciszkanin konwentualny, doktor historii Kościoła, działacz społeczny.

## Życiorys
Urodził się jako syn Mariana (zm. 1999) i Katarzyny z domu Boleszczuk. Chrzest święty otrzymał w kościele Bożego Ciała w Szklarskiej Porębie parafii pod tym wezwaniem, w której później był ministrantem. Po ukończeniu liceum w rodzinnym mieście i zdaniu matury w 1974 wstąpił do zakonu franciszkańskiego i rozpoczął nowicjat w Smardzewicach. 31 sierpnia 1975 złożył pierwszą profesję zakonną. 8 grudnia 1981 w Krakowie złożył śluby wieczyste, a 12 grudnia 1981 przyjął święcenia diakonatu. W 1982 ukończył studia filozoficzno-teologiczne w Wyższym Seminarium Duchownym w Krakowie uzyskując tytuł magistra teologii na Papieskiej Akademii Teologicznej w Krakowie. 12 czerwca 1982 przyjął święcenia prezbiteratu. Od tego czasu przez trzy lata posługiwał w Dąbrowej Górniczej jako katecheta, po czym od 1985 do 1990 przez pięć lat pracował w bratniej prowincji franciszkańskiej w parafii św. Michała Archanioła w Bridgeport (Connecticut, Stany Zjednoczone) u Polonii amerykańskiej. Od 1990 do 1992 był katechetą we Wrocławiu. W 1992 został wybrany przez Kapitułę Prowincjalną proboszczem parafii Podwyższenia Krzyża Świętego w Sanoku i gwardianem tamtejszego klasztora Franciszkanów i pełnił tę funkcję od 1992 do 18 sierpnia 1996. Podczas pracy w Sanoku zaangażował się w działalność społeczną. Wspierał działalność Sanockiej Fundacji Ochrony Zdrowia, był pomysłodawcą imprez charytatywnych, m.in. koncertów w Sanoku, inicjatorem i kierownikiem akcji „Podaruj Dzieciom Brata Słońce”, organizującej kolonie letnie dla dzieci z ubogich rodzin w ośrodku w Wielkich Oczach. Był redaktorem parafialnego pisma „Słówko”. Za wkład dla miasta został wyróżniony tytułem „Człowieka Roku” 1993 w Sanoku, a 21 marca 1995 został odznaczony „za zasługi w działalności społecznej i humanitarnej” Orderem Świętego Stanisława II klasy przez Kapitułę Suwerennego Orderu Świętego Stanisława. Otrzymał również tytuł Człowieka Roku 1993 województwa krośnieńskiego według tygodnika „Nowe Podkarpacie”. Został odznaczony Odznaką „Zasłużony dla Sanoka”.
Od 1996 do 2000 był proboszczem parafii św. Karola Boromeusza we Wrocławiu we Wrocławiu przy kościele pod tym wezwaniem, gwardianem klasztoru i kustoszem sanktuarium Matki Bożej Łaskawej Patronki Małżeństw i Rodzin, a także kapelanem w Zespole Opieki Paliatywnej przy Dolnośląskim Centrum Onkologicznym. Równolegle w tych latach sprawował funkcję asystenta prowincjalnego. W 2000 został wyróżniony nagrodą „Złota Podkowa”, przyznawaną przez czytelników pisma „Wieczór Wrocławia”. W 2000 został duszpasterzem w parafii Imienia Najświętszej Maryi Panny Kowarach przy kościele pod tym wezwaniem. W 2004 został wybrany przez Kapitułę Prowincjalną proboszczem parafii św. Jana Chrzciciela w Legnicy i gwardianem tamtejszego klasztoru franciszkanów i pełnił tę funkcję do 2006. Od lutego 2006 posługiwał w parafii św. Franciszka z Asyżu w Lwówku Śląskim przy tamtejszym zespole klasztornym franciszkanów. W 2008 został rektorem (administratorem) w kaplicy Matki Bożej Częstochowskiej w Wojkowie, obsługiwanej przez franciszkanów z klasztoru w Kowarach i stanowiącego kościół filialny.
Na Papieskim Fakultecie Teologicznym we Wrocławiu w 1998 zdał egzamin licencjacki z historii Kościoła, a w 2006 uzyskał tytuł naukowy doktora historii Kościoła na podstawie rozprawy pt. Bracia Mniejsi Konwentualni w Archidiecezji Wrocławskiej w latach 1945-1972, napisanej pod kierunkiem ks. prof. dr hab. Józefa Mandziuka, którą w 2012 wydało Wydawnictwo Naukowe Uniwersytetu Papieskiego Jana Pawła II w Krakowie, a starania w tym kierunku poczynili o. dr hab. Zdzisław Gogola OFMConv i ks. prof. dr hab. Józef Mandziuk.
Zmarł 15 maja 2010 we Wrocławiu. 20 maja 2010 został pochowany na cmentarzu parafialnym przy klasztorze w Szklarskiej Porębie.